# General Arenales (município)
General Arenales (partido) é um partido (município) da província de Buenos Aires, na Argentina. Possuía, de acordo com estimativa de 2019, 15.059 habitantes.